# Телематика
Телематика — область информатики, охватывающая сферу телекоммуникаций.
Разделы телематики:
- Транспортная телематика (Спутниковый мониторинг транспорта).
- Автоматизация зданий (организация производства).
- Телематика услуг (бизнес, коммерция, логистика, правительство).
- Телематика здоровья (телемедицина).
- Образовательная телематика (дистанционное обучение).
- Телематика безопасности.